# Callistethus degeneratus
Callistethus degeneratus är en skalbaggsart som beskrevs av Gilbert John Arrow 1911. Callistethus degeneratus ingår i släktet Callistethus och familjen Rutelidae. Inga underarter finns listade.